# Joan Klein Breteler
Johannes Gerardus (Joan) Klein Breteler (Enschede, 3 augustus 1903 - aldaar, 26 april 1956) was een Nederlands architect.
Hij was zoon van timmerman Johannes Frederikus Bernardus Klein Breteler en naaister Maria Franke. Hijzelf was sinds 1931 getrouwd met de Amerikaanse Alice Boens, geboren in Moline (Illinois).
Na op verschillende bureaus in Nederland, België, Frankrijk en Engeland werkzaam te zijn geweest, vestigde hij zich in 1927 te Enschede als architect. De heer klein Breteler was tevens één van de oprichters van het Ned. Instituut van Architecten, waar hij hoofdbestuurslid was van 1929, het jaar van oprichting, tot 1934. Van 1938 tot 1942 was hij lid van het hoofdbestuur van de Nederlandse Bond van Huis- en grondeigenaren en vanaf 1936 lid van het dagelijks bestuur van de afdeling Enschede. Voorts was hij lid van de Algemene Katholieke kunstenaarsvereniging, nu beter bekend als Algemeen Kristelijk Kunstenaarsverbond.
De heer Klein Breteler heeft vooral winkels, woonhuizen en confectiefabrieken ontworpen. Hij was architect van de woningbouwvereniging De Eendracht en onder zijn architectuur kwamen verschillende scholen tot stand. 
J.G. Klein Breteler overleed na een kort ziekbed op 52-jarige leeftijd, te Enschede. Na zijn dood zette zijn vrouw het bureau voort met medewerking van architect H.Q.M. Michon.